# Jila Mossaed
Jila Mossaed Estakhri (persiska: ژیلا مساعد استخری), född 4 april 1948 i Teheran i Iran, är en iransk-svensk författare, poet och ledamot av Svenska Akademien. Hon är bosatt i Göteborg.

## Biografi
Jila Mossaeds far var, vid sidan av sin tjänst som domare, gnostisk poet. Hennes första litterära genombrott kom när hon som 17-åring fick ett antal dikter publicerade i  litteraturtidskriften Khoshe. Efter att ha studerat i både USA och Iran arbetade hon som manusförfattare på iransk radio och TV.
Till följd av den iranska revolutionen 1979 blev det allt svårare för fria kulturutövare att verka i landet och Mossaed flydde därför till Sverige 1986, tillsammans med sin dotter och son. De bosatte sig i Hagfors. Samma år som hon lämnade Iran publicerades hennes diktsamling Ghazālān-i chālāk-i khātòirah (”Minnets snabba gaseller”).
Jila Mossaeds första bok på svenska, Månen och den eviga kon, utkom 1997. Hon har tidigare givit ut två romaner och fem diktsamlingar på persiska. Ett återkommande tema i Mossaeds poesi är exil. Hon har genom sin karriär främst ägnat sig åt poesi men även skrivit andra genrer.
Hon utsågs till 2013 års västsvenska författare av Författarcentrum väst och Västsvenska författarsällskapet.
Den 5 oktober 2018 meddelade Svenska Akademien att Mossaed utsetts till ny ledamot. Hon tog sitt inträde den 20 december 2018 och efterträdde då Kerstin Ekman på stol nr 15.
Den 16 augusti 2023 var Jila Mossaed värd i Sommar i P1.